# Sigismund-Glocke (Prag)
Die Sigismundglocke (tschechisch Zvon Zikmund) ist die größte der sieben Glocken des Prager Veitsdomes und die größte Glocke Tschechiens. Bis heute wird diese Glocke durch vier Personen von Hand geläutet.
Schlagton der Glocke ist fis0, ihr Gewicht wird auf 14,5–16,5 t geschätzt, ihr Durchmesser beträgt 2,56 m. Sie wurde 1549 vom Brünner Glockengießer Tomáš Jaroš gegossen und wurde zu Ehren des Heiligen Sigismund von Burgund geweiht.